# Dreams (band)
Dreams was een Amerikaanse jazzrock-groep uit de omgeving van New York. De groep bestond van 1969 tot 1972 en heeft in deze korte periode slechts twee studioalbums afgeleverd.
Dreams ontstond in de luwte (van wat bekendstaat als) de twee leidende bands van de blazersrock: Chicago en Blood, Sweat & Tears. Deze twee bands hielden het ook het langst vol. De muziek van Dreams is niet bekend, de deelnemende muzikanten daarentegen zijn wel bekend geworden in de latere fusion en jazzrock. Grootste namen: Randy Brecker, Michael Brecker en Billy Cobham.
De originele band bestond maar uit drie man: Jeff Kent, Doug Lubahn en Mark Whittaker, maar groeide al snel uit naar een zevenmansband met de broertjes Brecker, Angel Allende en gitarist John Abercrombie. Whittaker vertrok net zoals Allende en Edward Vernon kwam zingen. Abercrombie vertrok ook alweer snel. Dreams’ album nummer twee had grotendeels andere samenstelling maar wederom (later) bekende muzikanten Don Grolnick (toetsen) en Will Lee (basgitaar). Het tweede album had tevens een beroemde producent: Steve Cropper.
De meeste bands in de blazersrock waren maar een kort leven beschoren en dat gold ook voor deze; de musici trokken van ensemble naar ensemble om hun sporen te verdienen in het genre.

## Musici
- Randy Brecker – trompet, flugelhorn ; (later de Brecker Brothers en Steps Ahead)
- Michael Brecker – saxofoon, dwarsfluit; idem
- Billy Cobham – slagwerk (later John McLaughlin Mahavishnu Orchestra)
- Jeff Kent – toetsinstrumenten, gitaar en zang
- Doug Lubahn – basgitaar, zang (speelde met The Doors; vijfde Doorman)
- Barry Rogers – trombone, wagnertuba (later James Taylor en Aretha Franklin) en Spyro Gyra
- Edward Vernon – zang
- John Abercrombie – gitaar (later ECM-coryfee)
- Angel Allende – percussie (later met Harry Belafonte, Lonnie Liston Smith en Bette Midler)
- Bob Mann – gitaar, flugelhorn, zang (later Mountain)
- Will Lee – basgitaar (later David Letterman Show in band van Paul Shaffer) maar ook Barbra Streisand, en Gloria Estefan
- Don Grolnick – toetsen Saturday Night Live
- Alan Schwartzberg – drums (later Mountain, Roxy Music)
- Steve Gadd – drums (later Paul Simon)

## Discografie
- 1971: Dreams
- 1972: Imagine my surprise